# FM (serie televisiva)
FM è una serie TV britannica in onda su ITV2 con Chris O'Dowd (IT Crowd) e Kevin Bishop (Star Stories). Il primo episodio è andato in onda il 25 febbraio 2009 e la serie prevede 6 episodi.
Le musiche della serie includono canzoni di autori emergenti e di star speciali.

## Episodi
1. Last Night a DJ Saved my Life
2. System Addict
3. Return to Sender
4. Golden Lady
5. Video Killed the Radio Star
6. Blinded by the Light